# كيفن الكسندر
كيفن الكسندر (بالإنجليزية: Kevin Alexander)‏ هو لاعب كرة قدم أمريكية أمريكي، ولد في 1 يوليو 1987 في بتلر ليك في الولايات المتحدة.

## وصلات خارجية
- كيفن الكسندر على موقع مرجع كرة القدم المحترفة.كوم (الإنجليزية)